# Louis Wenger
Pour les articles homonymes, voir Wenger.
Jean-Pierre-Louis Wenger, dit Louis, né le 31 mai 1809 à Lausanne, mort le 11 août 1861 à La Vaux (commune d’Aubonne), est un architecte suisse, actif principalement dans le canton de Vaud.

## Biographie
Dès l’âge de quinze ans, Wenger entre dans l’atelier de l’architecte lausannois Henri Perregaux pour un début de formation, puis se rend 1827-1830 à Paris où il suit les cours de l’École des Beaux-Arts, sous la direction d’Achille Leclère. De retour en Suisse, il mène une carrière politique active comme député radical au Grand Conseil vaudois, et à Berne membre du Conseil national, puis du  Conseil des États. Dans le domaine militaire, il accède au rang de colonel.
Sa carrière d’architecte est très fructueuse. On lui doit d’importants travaux de restauration monumentale, notamment: la Chapelle Saint-Antoine de La Sarraz, la restauration de l’église d’Orny, le relevé de la rose de la cathédrale de Lausanne.
Mais Wenger est surtout architecte constructeur. Il élève des églises au Brassus et à Chavannes-le-Veyron. On lui attribue parfois aussi celle de Bussigny, mais cette hypothèse n’est pas confirmée par les sources d’archives, qui évoquent, pour l’élaboration des plans, la participation du voyer Samuel Cupelin et l’architecte David Braillard.
Dans le domaine des constructions pour l’armée et la justice, il faut citer les premières casernes de Bière, ainsi que le pénitencier pour femmes à Lausanne.
Pour ce qui est des établissements de soins, on lui doit l’Asile des Aveugles à Lausanne, et un projet non réalisé pour un asile d’aliénés.
Il a aussi à son actif plusieurs écoles : Assens, Renens, Pompaples et Saint-Saphorin.
Au nombre des édifices publics, il faut citer le Musée Arlaud à Lausanne, les tours d’horloge d’Aubonne et Lutry, ainsi que le clocher du temple de Prangins, l’hôtel de ville et auberge communale de Cully, l’ancienne douane à Lausanne, ou encore l’auberge communale de Gimel.